# L’Estació
L’Estació – miejscowość w Hiszpanii, w Katalonii, w prowincji Girona, w comarce Alt Empordà, w gminie Vilajuïga.
Według danych INE z 2005 roku miejscowość zamieszkiwało 15 osób.